# Centro Europeu de Prevenção e Controlo das Doenças
O Centro Europeu de Prevenção e Controlo das Doenças (sigla: ECDC, do nome inglês European Centre for Disease Prevention and Control) é um organismo da União Europeia que visa identificar as ameaças para a saúde humana tanto atuais como em vias de aparecimento, decorrentes de doenças como a gripe aviária, a SARS, a Sida e a covid-19, avaliando-as e fornecendo informação sobre elas. A sua sede localiza-se em Solna,  Área Metropolitana de Estocolmo, na Suécia.  